# Mount Road (Tasmanien)
Die Mount Road (auch Waratah Road) ist eine Fernstraße im Nordwesten des australischen Bundesstaates Tasmanien. Sie verbindet den Murchison Highway (A10) südlich der Hellyer Gorge mit der Bergbausiedlung Savage River zwischen den Flüssen Savage River und Heazlewood River.

## Verlauf
Die Straße beginnt an der Kreuzung mit dem Murchison Highway als Verlängerung des Ridgley Highway (B18) in Richtung Westen. Sie verläuft durch Buschland zur Kleinstadt Waratah unterhalb des Mount Bischoff. Dann setzt sie ihren Weg nach Südwesten und später wieder nach Westen durch die hügelige Deep Gully Forest Reserve und die Siedlung Luina fort. Weiter westlich überquert sie den Heazlelwood River und folgt ihm an seinem Westufer nach Südwesten bis zum Endpunkt Savage River.